# Ryota Araki
Ryota Araki (japanisch 荒木 遼太 Araki Ryota; * 16. Dezember 2000 in der Präfektur Osaka) ist ein japanischer Fußballspieler.

## Karriere
Ryota Araki erlernte das Fußballspielen in der Schulmannschaft der Kokoku High School sowie in der Universitätsmannschaft der Chūō-Universität. Seinen ersten Vertrag unterschrieb er am 1. Februar 2023 beim FC Ryūkyū. Der Verein, der in der Präfektur Okinawa beheimatet ist, spielt in der dritten japanischen Liga. Sein Drittligadebüt gab Yuri Mori am 4. März 2023 (1. Spieltag) im Heimspiel gegen Vanraure Hachinohe. Bei dem 1:0-Erfolg wurde er in der 80. Minute für den Brasilianer Kelvin eingewechselt.